# Suprobhat Bangladesh
Suprobhat Bangladesh (bengali : সুপ্রভাত বাংলাদেশ  - "Bonjour Bangladesh") est un quotidien régional du Bangladesh, publié en bengali à partir de Chittagong. Rusho Mahmud est le rédacteur en chef du journal depuis sa création,.

## Suppléments
- দেউড়ি Dewri : Supplément quotidien sur le mode de vie et les divertissements.
- রাজনীতি Rajneeti : Politique, Supplément vedette du samedi.
- শিল্পসাহিত্য Shilpashahitya : Art et littérature, Supplément vedette du vendredi.
- 'সুপ্রভাত সুহৃদ Supribhat Suhrid (« Bonjour l'ami »): Supplément vedette du dimanche.